# Julia Grant
Julia Boggs Dent Grant (ur. 26 stycznia 1826 w White Haven, zm. 14 grudnia 1902 w Waszyngtonie) – żona Ulyssesa Granta oraz pierwsza dama Stanów Zjednoczonych w latach 1869-1877.

## Życiorys
Julia Dent urodziła się 26 stycznia 1826 w White Haven niedaleko Saint Louis, jako córka pułkownika Fredericka Denta i jego żony Ellen Wrenshall. Miała czterech starszych braci. W wieku dziesięciu lat zaczęła uczęszczać do szkoły w Saint Louis, gdzie uczyła się historii, mitologii i muzyki. Edukację zakończyła siedem lat później.
Swojego przyszłego męża, Ulyssesa Granta poznała dzięki pośrednictwu swojego brata, Fredericka, który był kolegą Granta z Akademii West Point. Wkrótce potem zaczęli się spotykać, a w maju 1844 się zaręczyli. Świeżo po zaręczynach Ulysses został przeniesiony wraz z pułkiem na teksańską granicę. Ojciec Julii nie wyraził zgody na małżeństwo, gdyż uważał Granta za zbyt ubogiego. Rok później pułkownik Dent zgodził się na ślub, jednak nie mógł się on odbyć, gdyż Ulysses został oddelegowany na front wojny amerykańsko-meksykańskiej. Powrócił z niej trzy lata później, a 22 sierpnia 1848 odbył się ślub Granta i Dent. Zaraz po ślubie mieszkali w Sackett’s Harbor, a następne dwa lata spędzili w Detroit. Następnie Ulysses został wysłany do Fort Vancouver, jednak jego żona z nim nie pojechała. Po odejściu z wojska, zamieszkali na farmie w Missouri.
Gdy w 1861 roku wybuchła wojna secesyjna, Grant powrócił do wojska, a jego żona często towarzyszyła mu na froncie, pilnując w szczególności by nie popadł ponownie w alkoholizm. W ostatnim roku wojny oboje przeprowadzili się do Waszyngtonu, gdzie generał Grant został naczelnym dowódcą wojsk Unii. Julia wówczas zaczęła prowadzić życie towarzyskie w stolicy. Latem 1864 przenieśli się do Burlington. 14 kwietnia 1865 Grantowie mieli towarzyszyć Lincolnom na spektaklu „Mój amerykański kuzyn”, jednak odmówili zaproszenia, gdyż chcieli się zobaczyć z dziećmi. Po zamachu i śmierci Lincolna, Grant zyskał dużą popularność, a Partia Republikańska chciała wystawić go jako kandydata na prezydenta.
4 marca 1869 roku Ulysses został prezydentem Stanów Zjednoczonych, a Julia pierwszą damą. Pani Grant lubiła wydawać przyjęcia i chętnie to robiła. Początkowo były one co wtorek, a następnie co sobotę. Elita waszyngtońska także przychylnie odnosiła się do nowej gospodyni Białego Domu. Julia wprowadziła zwyczaj, że podczas przyjęć, oprócz niej, gości witają także żony członków gabinetu. Na przyjęciach często obecny był ojciec Julii, pułkownik Dent, który często wiódł spory z prezydentem. Pierwsza dama dbała także by na przyjęciach nie podawano trunków jej mężowi, pilnując w ten sposób jego skłonności do alkoholu.
Ponieważ była zwolenniczką praw kobiet, nie zabierała głosu w momencie kiedy kontrkandydatką jej męża w 1872 była Victoria Woodhull – pierwsza kobieta aspirująca do prezydentury. Oprócz wspierania Granta, ingerowała w sposób zatrudnienia w administracji centralnej. Zabiegała także aby jej mąż ubiegał się o trzecią kadencję prezydencką, jednak on nie zamierzał przystać na te prośby.
Po opuszczeniu Białego Domu, Grantowie udali się w niemal dwuipółletnią podróż dookoła świata. W 1880 roku nazwisko Granta ponownie pojawiło się wśród potencjalnych kandydatów na prezydenta z ramienia Partii Republikańskiej. Julia nalegała aby wyraził zgodę na kandydowanie, jednak były prezydent odmówił. Oboje osiedli w Nowym Jorku. Po śmierci Granta 23 lipca 1885, była pierwsza dama doznała szoku, który uniemożliwił jej wzięcie udziału w uroczystościach pogrzebowych. Przez pewien czas mieszkała potem w San Diego u syna, a następnie przeniosła się do córki w Waszyngtonie, gdzie zmarła 14 grudnia 1902.

## Życie prywatne
Julia Dent poślubiła Ulyssesa Granta 22 sierpnia 1848 w Saint Louis. Mieli razem czworo dzieci: Fredericka Denta (ur. 30 maja 1850), Ulyssesa Simpsona (ur. 22 lipca 1852), Nellie (ur. 4 lipca 1855) oraz Jesse Root (ur. 6 lutego 1858) Była metodystką.